# 4888 Дорін
4888 Дорін (4888 Doreen) — астероїд головного поясу, відкритий 5 травня 1981 року.
Тіссеранів параметр щодо Юпітера — 3,554.